# Monomorium minimum
Monomorium minimum är en myrart som först beskrevs av Buckley 1867.  Monomorium minimum ingår i släktet Monomorium och familjen myror. Inga underarter finns listade i Catalogue of Life.

## Bildgalleri

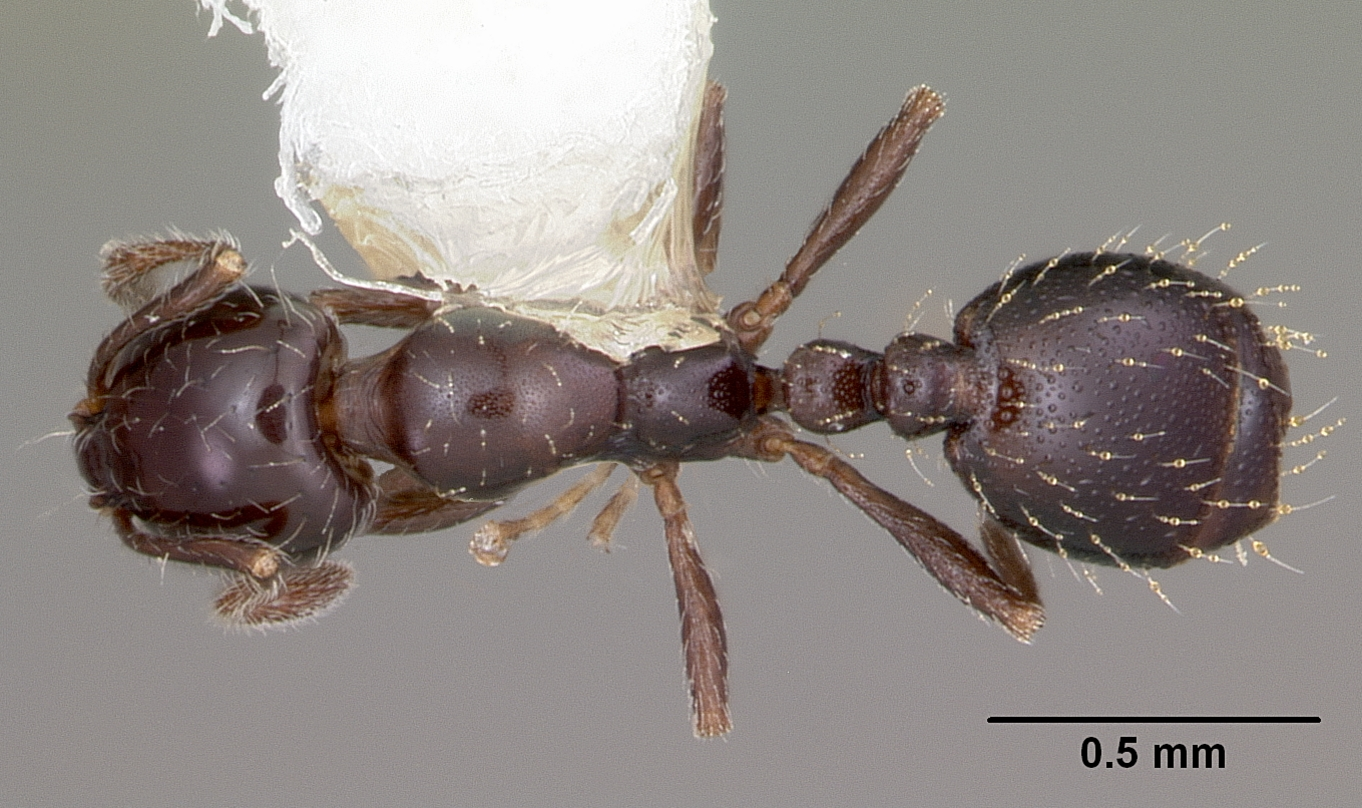
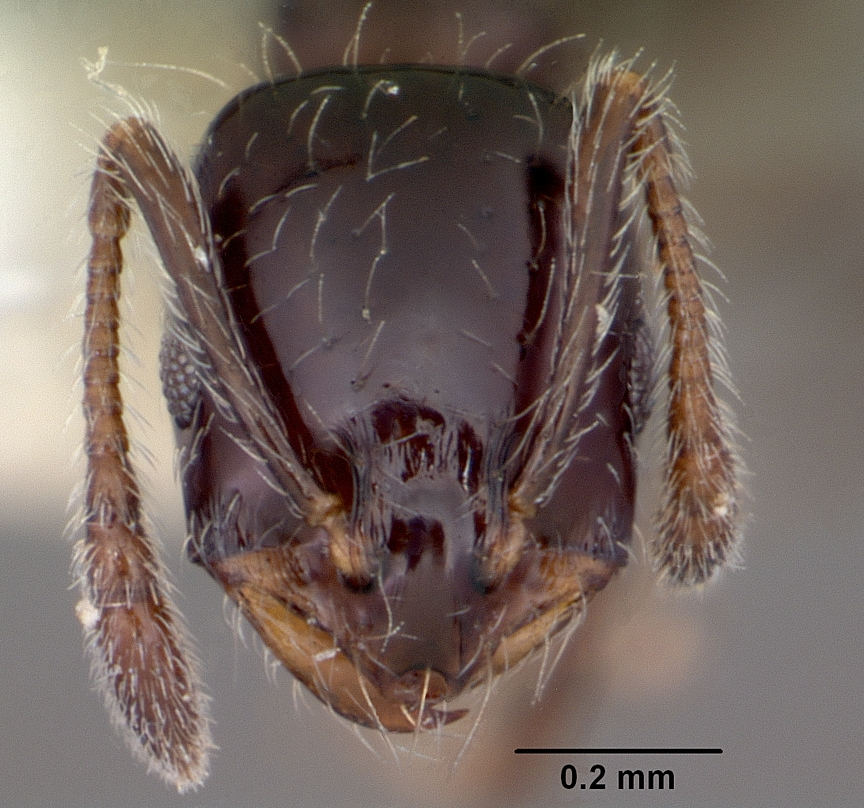
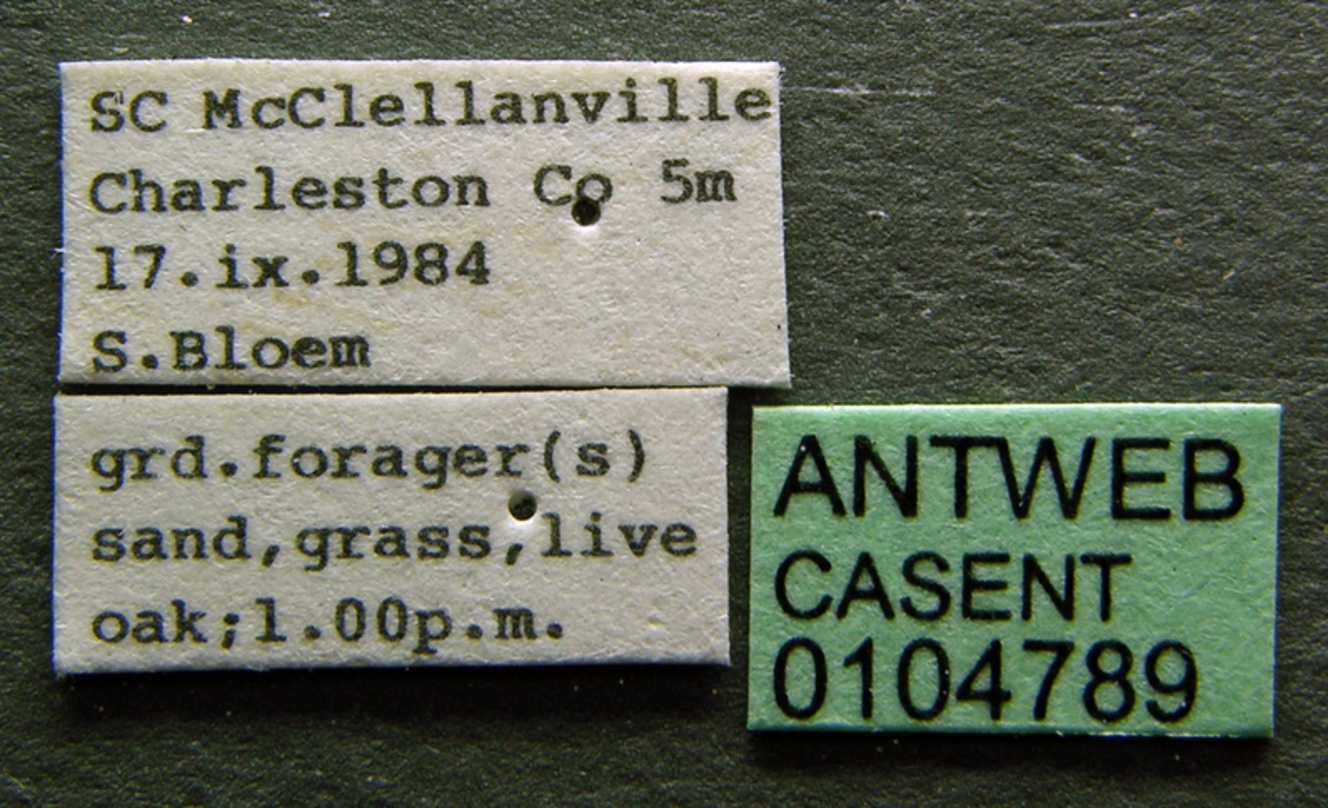